# Matthias Pompe
Pour les articles homonymes, voir Pompe (homonymie).
Matthias Pompe est un joueur allemand de volley-ball et de Beach-volley né le 15 avril 1984 à Leipzig  dans l'ex-RDA. Il mesure 1,98 m et joue au poste de Réceptionneur-attaquant. 
Il compte 35 sélections en équipe de jeune, et 9 en équipe d'Allemagne.
En parallèle à sa carrière de volleyeur en salle, Matthias Pompe poursuit une carrière de joueur de beach-volley, il a connu différents partenaires tels Tom Götz, Mischa Urbatzka, ou Stefan Uhmann avec qui il disputa la finale du championnat d'Europe U23 à Sankt Pölten en 2006.

## Clubs
| Club             | De        | À         |
| ---------------- | --------- | --------- |
| TV Rottenburg    | 2005-2006 | 2010-2011 |
| TV Bühl          | 2011-2012 | 2011-2012 |
| GFCO Ajaccio     | 2012-2013 | 2012-2013 |
| Dürener TV       | 2013-2014 | 2015-2016 |
| SVG Lünebourg    | 2016-2017 | 2018-2019 |
| SVG Lünebourg II | 2019-2020 | ...       |